# Mariecke van der Linden
Mariecke van der Linden (Ravenstein, 1973) is een Nederlands beeldend kunstenaar en opera-componist. Zo maakt zij olieverfschilderijen en installaties en werkt zij mee aan muziekvideo's als artdirector op het gebied van decorontwerp, kostuums en styling. Van der Linden is vooral bekend van de portretten die ze maakt van bekende Nederlanders. Zij heeft onder andere portretten gemaakt van Eberhard van der Laan, Johan Cruijff en Wubbo Ockels.

## Levensloop

### Jeugd en studie
Van der Linden werd in 1973 geboren in de vestingstad Ravenstein. Zij groeide op in Overlangel, een klein kerkdorp met 300 inwoners aan de rivier de Oude Maas behorend bij Ravenstein. Vanaf 14-jarige leeftijd kreeg zij artistieke coaching van Børge Ring, een Deense musicus, kunstenaar en Oscarwinnaar van de animatiefilm Anna en Bella. Op 17-jarige leeftijd werd Van der Linden toegelaten tot de vooropleiding van het Conservatorium in Utrecht. Haar formele opleiding begon in 1991 aan het Koninklijk Conservatorium Den Haag bij Theo Loevendie, waar zij compositie studeerde.

### Carrière als beeldend kunstenaar
Haar naam raakte meer gevestigd toen bij de opening van een zijvleugel van museum de Hermitage te Amsterdam levensgrote portretten van markante en betekenisvolle Amsterdamse burgers werden onthuld. Dit ging vergezeld van burgemeester Eberhard van der Laan die zijn eigen portret onthulde. Het werk van Van der Linden maakt nu deel uit van de permanente afdeling "De Nieuwe Schuttersgalerij" van dit museum.
In samenwerking met Museum de Fundatie en Yuri Honing publiceerde Van der Linden in 2018-2019 het kunst- en verhalenboek Goldbrun, een kapel voor Europa bij uitgeverij Waanders over de gedeelde galerie Goldbrun van Van der Linden en Honing. Het duo creëerde ook Bluebeard, een tentoonstelling over kunstinstallatie voor het Kasteel het Nijenhuis.